# アルノルト・カッツ
アルノルト・ミハイロヴィチ・カッツ（ロシア語:Арнольд Михайлович Кац, ラテン文字転写:Arnold Mikhailovich Katz, 1924年9月18日 - 2007年1月22日）は、ソビエト連邦の指揮者。

## 経歴
アゼルバイジャンの首都バクーの生まれ。モスクワ音楽院でヴァイオリンと指揮を学んだ後、1947年からレニングラード音楽院でヴァイオリンを専攻する傍らでイリヤ・ムーシンに指揮法の指導を受けた。1951年に卒業後はレニングラード音楽院で短期間ながら講師を務め、1952年にオルジョニキーゼで指揮者としてデビューした。
1956年の創立時からノヴォシビルスク国立フィルハーモニー交響楽団の音楽監督を亡くなるまで務めた。また、1957年から亡くなるまでノヴォシビルスクのグリンカ音楽院で教鞭を取った。1991年にはソ連人民芸術家の称号を贈られている。
客演に訪れた北京で脳梗塞を起こして急死した。